# ラーマナータプラム
ラーマナータプラム（タミル語: இராமநாதபுரம்、英語: Ramanathapuram）は、インド南部のタミル・ナードゥ州にある都市。ラーマナータプラム県の県庁所在地であり、同県ラーマナータプラム郡の中心都市である。

## 地理
タミル・ナードゥ州南東部のラーマナータプラム県のさらに南東の半島部の付け根付近に位置する。州内の主要都市までの距離を以下に示す。
- チェンナイまで 573km
- ティルッチラーッパッリまで 228km
- マドゥライまで 167km
- コーヤンブットゥールまで 394km
- カンニヤークマリまで 295km

また、東にはパーンバン橋を跨いでラーメーシュワラムが、次いでアダムスブリッジと呼ばれる島嶼部を経て、隣国スリランカが存在する。

## 政治
ラーマナータプラムでは、2001年の州議会議員選挙ではAIADMKのA・アンワール・ラッザが当選したが、2006年の州議会議員選挙ではINCのアリー・K・ハサンが当選した。